# Медуза Ронданіні
Меду́за Рондані́ні — мармурова голова горгони Медузи, або горгонейон, виліплена на рубежі нашої ери на основі втраченого грецького оригіналу V або IV ст. до н. е.. (школа Фідія, можливий прототип — горгонейон на щиті Афіни Парфенос). Наразі експонується у Мюнхенській Гліптотеці.

## Опис
Ця робота ілюструє перетворення горгони з огидної істоти невизначеної статі в прекрасну жінку. Змії ранніх горгонейонів, що звиваються, витлумачені автором скульптури як неслухняні кучері, про традиційну апотропічну іконографію нагадують також стилізовані ріжки горгони.

## Вплив на творчість
На початку XIX століття ця «Медуза» стала предметом захоплень романтиків, і зокрема Гете, а Антоніо Канова відштовхувався від неї при створенні голови Медузи, яку тримає у витягнутій руці його знаменитий «Персей». Король Людвіг Баварський, побачивши горгонейон в палаці маркіза Ронданіні на Корсо, придбав його для своєї гліптотеки, де він зберегається й досі.

## Факти
- Медуза Ронданіні — емблема дому моди «Versace».